# Venturia mulleola
Venturia mulleola är en stekelart som beskrevs av David B. Wahl 1987. Venturia mulleola ingår i släktet Venturia och familjen brokparasitsteklar. Inga underarter finns listade i Catalogue of Life.